# Lonchophylla orcesi
Lonchophylla orcesi is een in 2005 door Albuja V. en Gardner beschreven soort van de vleermuizen. Hij komt voor in de Chocó van Ecuador. Het is een van de grootste Lonchophylla-soorten. Hij komt samen met minstens twee andere Lonchophylla-soorten voor, waaronder de gelijkende, maar wat kleinere Lonchophylla robusta.